# ラシッド・タハ

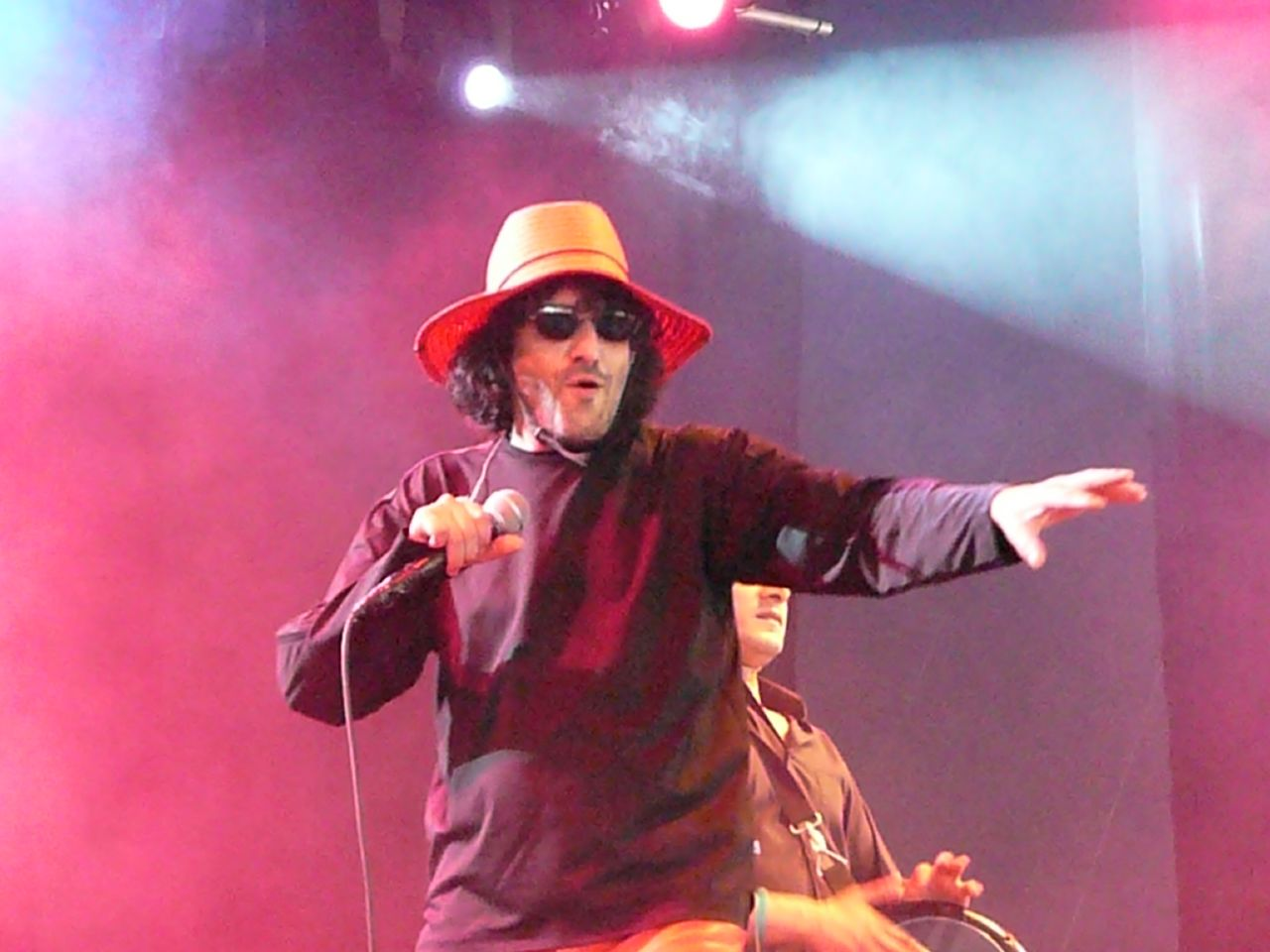
2007年

ラシッド・タハ（Rachid Taha、アラビア語: رشيد طه、1958年9月18日 -2018年9月12日）は、フランスの歌手。アルジェリアのオランで生まれた。「ラシッド・ター」と表記されることもある。

## 来歴
アルジェリア戦争まっただ中の1958年にオランで生まれ、10歳で両親とともにフランスに移住、物心ついてからはリヨン郊外で暖房工場の工員や、医学事典の訪問販売などをしていた。
18歳で家を出て、移民のたむろするリヨンのナイトクラブに出入りし、1982年にアラブ・ロック・バンド「カルト・ド・セジュール」の歌手としてデビューした。バンド名は「滞在許可証 (グリーンカード)」を意味し、移民の怒りなどをニュー・ウェイヴ、パンク、レゲエ、ファンクなどを盛り込んだロックに乗せて、アラビア語で歌っていた。グループは先鋭的な音楽性で注目を集めたが、3枚のアルバムを残し、1989年に解散した。
1989年のうちにソロ歌手として活動を開始し、1991年にアルバム『バルベス』を発表。続く1993年のセカンド・アルバム『ラシッド・ター』では、カルト・ド・セジュールのアルバム『アラブマニア』以来となるスティーヴ・ヒレッジがプロデュースを担当。ヒレッジは、タハのアルバム9枚で音楽プロデューサーを務めている。
1998年には、パリのベルシー劇場にて1万6千人を集めた一大ライ・コンサート「アン・ドゥ・トロワ・ソレイユ (1,2,3 Soleils)」を実現させた。このライブは「ライの帝王」ハレド、「ライの小さな王子様」フォーデルと合同で行われ、当日の模様を収めたライブ・アルバムは60万枚以上も売れた。
2018年9月12日午前、就寝中に心臓麻痺で死去。59歳没。

## ディスコグラフィ

### スタジオ・アルバム
- 『バルベス』 - Barbès (1991年)
- 『ラシッド・ター』 - Rachid Taha (1993年)
- Olé Olé (1995年)
- Diwân (1998年)
- 『メイド・イン・メディナ』 - Made in Medina (2000年)
- Cheba Louisa (2001年) ※映画サウンドトラック
- 『テキトワ?』 - Tékitoi (2004年)
- 『ディワン2』 - Diwân 2 (2006年)
- 『ボンジュール』 - Bonjour (2009年) (Gaëtan Rousselと共演)
- 『ズーム』 - Zoom (2013年)

### ライブ・アルバム
- 『アン・ドゥ・トロワ・ソレイユ』 - 1, 2, 3 Soleils (1999年) ※ハレド、フォーデルとの共演ライブ
- Rachid Taha Live (2001年)

### コンピレーション・アルバム
- Carte blanche (1997年)
- 『ザ・ディフィニティヴ・コレクション』 - The Definitive Collection (2007年)
- Voilà voilà le Best Of (2011年)
- Rock N Raï (2020年)

### カルト・ド・セジュール
- Carte de séjour (1983年) ※EP
- 『アラブマニア』 - Rhorhomanie (1984年)
- 2½ (Deux Et Demi) (1986年)